# De La Soul
De La Soul es un dúo (anteriormente trío) estadounidense de hip hop formado en 1988. Son sobre todo conocidos por sus samples eclécticos y estrafalarios, así como sus letras surrealistas. Sus tres integrantes son Posdnuos y Trugoy the Dove como raperos y Maseo cómo DJ y rapeando ocasionalmente.
Su trabajo más reconocido es su álbum debut 3 Feet High and Rising (1989). Producidos por Prince Paul, se convirtió en un éxito tanto comercial cómo crítico y actualmente es considerado una obra maestra de la música rap.
De la Soul ha lanzado en total 8 discos de estudio (siendo and the Anonymous Nobody del 2016 el último hasta la fecha), ganando un Premio Grammy en colaboración con la banda virtual británica Gorillaz.
Miembros del colectivo artístico Native Tongues junto a Jungle Brothers, A Tribe Called Quest y Queen Latifah entre otros, los De La Soul contribuyeron a la evolución del Jazz rap, rap alternativo y otros subgéneros de la Música alternativa.
Durante su trayectoria además han colaborado con artistas cómo Mos Def, Snoop Dogg, Common, Maceo Parker, Fred Wesley, J Dilla, Zhané, Xzibit, CeeLo Green, Redman, Ghostface Killah, Chaka Khan, MF DOOM, Teenage Fanclub, DJ Premier, Slick Rick, Jessie J, Jill Scott, David Byrne, Usher, Gorillaz y The Black Eyed Peas, entre otros.

## Carrera
El grupo está integrado desde su formación por Kelvin Mercer (también conocido como Posdnuos, Pos, Mercenary, Plug Wonder Why y Plug One), David Jude Jolicœur (Trugoy the Dove, Dave y Plug Two) y Vincent Mason (P.A. Pasemaster Mase, Maseo y Plug Three). El trío formó el grupo en el instituto y llamaron la atención del productor Prince Paul, quien era a la vez DJ y miembro de Stetsasonic, con una maqueta de la canción "Plug Tunin". Prince Paul también solía ser mencionado como Plug Four.
Su álbum debut, 3 Feet High and Rising, fue publicado el 3 de marzo de 1989. El estilo creativo tan libre y su tan variado sampleo (más de 60 en total) que incluía a artistas cómo Johnny Cash, Hall & Oates, Steely Dan y The Turtles, resultó algo enormemente innovador durante aquella época, además de hacer uso de un contenido lírico que era particularmente distinto a la mayoría de los álbumes de la fecha, con un sentido del humor surrealista y lleno de ideas de amor y pacifismo.
Gracias al éxito de su sencillos promocionales, especialmente al de "Me Myself and I" (#1 en la lista de rap de Billboard así como en el Hot R&B/Hip-Hop Songs y el Dance Club Songs). Para finales del mes de su lanzamiento  el álbum fue certificado de oro, y en abril del 2000, de  platino al alcanzar un millón de copias. También ha recibido nominaciones en los premios Grammy, Brit y Soul Train Music Awards. En la actualidad es considerado cómo uno de los mejores y más influyentes discos de la historia del rap y de la música en general por diversos medios especializados y, en 2011, fue incluido en el Registro Nacional de Grabación de la Biblioteca del Congreso por ser considerado cultural y estéticamente relevante, así como por su impacto histórico. Sin embargo, la banda de rock The Turtles demandó al grupo por samplear su canción "You Showed Me" sin permiso en el tema "Transmitting Live from Mars". Después de que la corte fallase a favor de The Turtles, se establecieron  limitaciones en el uso de sampleos.
Durante aquella época también se convirtieron en miembros de la organización Universal Zulu Nation de Afrika Bambaataa, en la cual a su vez junto a A Tribe Called Quest, Black Sheep, Monie Love, Queen Latifah, The Jungle Brothers y otros formaron parte también de la célebre Native Tongues Posse. Varios de los cuáles colaboraron en la pista "Buddy", que junto a otras canciones como "Potholes in My Lawn", "Say No Go" y "Eye Know" son consideradas algunas de las pistas más destacadas del álbum debut.
Tras 3 Feet High and Rising, De La Soul fue etiquetado por el público como un grupo de "rap hippie", suponiendo que continuarían creando el mismo tipo de música. Este hecho agitó enormemente al grupo, ya que ellos concebían su carrera como un cambio de estilo constante, por lo cual su segundo disco de 1991, De La Soul Is Dead, fue un disco mucho más oscuro y experimental. Aunque no abandonaban su particular sentido del humor incluyendo parodias en las que criticaban la dirección que había tomado el hip hop por entonces gracias al polémico gangsta rap. En la portada del álbum aparecía una maceta con margaritas rota, simbolizando su intento de deshacerse de la etiqueta de grupo hippie que el primer álbum les dio. 
Aunque no pudieron igualar el éxito comercial y crítico de  3 Feet High y Rising, hoy es considerado un clásico de culto y uno de los favoritos de los fanáticos del grupo. Además, alcanzaron el disco de oro al vender medio millón de copias en el mercado estadounidense. En 1998, la revista The Source enumeró el álbum como uno de  "Los 100 mejores álbumes de rap de todos los tiempos".
En el álbum Buhloone Mindstate (1993), el grupo desarrolló un nuevo sonido y cimentaron su posición como uno de los pilares principales del movimiento del hip hop alternativo. En varios momentos del disco se demuestra que el grupo había evolucionado y que había dejado rasgos de sus trabajos anteriores atrás, debido en parte al deterioro del movimiento Native Tongues. Los sencillos promocionales fueron "Breakadawn" y "Ego Trippin' (Part Two)", el cual es una mordaz parodia-crítica a cómo en la escena del rap en ese momento se habían vuelto frecuentes el egocentrismo, el materialismo y la violencia. Esto fue mal recibido por otros artistas cómo Tupac Shakur, Ice Cube y el grupo Naughty by Nature. El álbum recibió muy buenas críticas aunque el éxito comercial fue menor que el de su disco anterior. Contiene particularmente mucha más variedad de colaboraciones con otros artistas: Además de Guru de Gang Starr y Dres de Black Sheep,  la prima de Pos, Shortie No Mass, apareció en muchas canciones del CD; tanto en la canción "I Be Blowin´" como en "Patti Dookees" colaboran con instrumentales legendarios músicos de jazz cómo Maceo Parker,  Fred Wesley y Pee Wee Ellis; "Long Island Wildin´" es un trabajo conjunto con artistas de la escena del Hip Hop japonés cómo el trío Scha Dara Parr (SDP) y Kan Takagi de Major Force y en la última canción,"Stone Age", está Biz Markie del mítico colectivo Juice Crew.
En 1994, 500 copias de un EP promocional llamado Clearlake Audiotorium fueron grabadas en vinilo y CD. El EP contiene el tema Sh.Fe.MC's (Shocking Female MC's) con la colaboración de A Tribe Called Quest, y Stix & Stonz, con los raperos old-school Grandmaster Caz, Tito de Fearless Four, Prince Whipper Whip y  La Sashae & Superstar. El EP fue extensamente pirateado después.
En 1996 publican Stakes Is High. Fue el primer disco del grupo sin Prince Paul; siendo casi en su totalidad producido por ellos mismos. Pese a convertirse un fracaso en ventas, gracias en gran medida gracias a su filosofía antimainstream, en la actualidad es considerado un trabajo de culto y uno de los mejores discos de aquella época. El tema que da nombre al disco y primer sencillo, producido por un entonces desconocido J Dilla, no fue un éxito de ventas, pero el segundo sencillo, Itsoweezee (HOT), donde sólo rapea Dave, lo hizo mejor gracias, en parte, a su creativo vídeo. Se lanzó un tercer sencillo todavía, "4 More" (con la colaboración de Zhané), que llegó al puesto #52 en el UK Singles Chart. El álbum ayudó a lanzar la carrera del futuro músico y actor Mos Def, que aparecía en "Big Brother Beat". El álbum también incluía colaboraciones con Common, Truth Enola, and the Jazzyfatnastees.
Cuatro años más tarde, De La Soul anunció que sacaría una serie de tres álbumes titulados Art Official Intelligence (o AOI). El primero, Art Official Intelligence: Mosaic Thump, fue lanzado en agosto de 2000.  El álbum cuenta con una gran cantidad de colaboradores, tales cómo Redman,  Xzibit, Busta Rhymes, Mike D y Ad Rock de los Beastie Boys, Freddie Foxxx el rapero Old school Busy Bee Starski y la diva del soul Chaka Khan.
Pese a no alcanzar a no alcanzar las excelentes críticas de Stakes Is High, tuvo mucho más éxito comercial, debutando en #9 del Billboard 200, gracias en gran parte a los exitosos sencillos "All Good?" con Chaka Khan y "Oooh" con Redman. Esta última además les valió una nominación a los Grammy en la categoría Mejor Interpretación Rap - Dúo o Grupo. La continuación, AOI: Bionix, fue publicada  en diciembre de 2001. En este trabajo consiguen mejorar las críticas de su álbum anterior y destacan colaboraciones con Cee-Lo y Slick Rick. Sin embargo, nunca se vio la tercera parte de la series AOI, debido al cierre de su discografía Tommy Boy. En los dos años siguientes, los únicos lanzamientos del grupo fueron recopilatorios y compilaciones remezcladas.
En el 2002, De La Soul estuvo de gira con Cake, Modest Mouse, The Flaming Lips, Kinky y los Hackensaw Boys, cómo parte del Unlimited Sunshine Tour. 
Después del cierre de Tommy Boy, el contrato del grupo fue incorporado íntegramente a Warner Brothers. La banda planearon en que otro sello incorporado cómo Elektra Records absorbiera su contrato, pero decidieron abandonar Warner por completo. En 2004, De La Soul sacó su séptimo álbum de estudio, The Grind Date, el cual fue publicado en Sanctuary Records, una subdivisión de la discográfica Sony BMG. Aunque no fuera un nuevo álbum de las series AOI, fue un disco con muy buenas críticas y fue bien recibido por la mayoría de los fanáticos. Presenta algunas colaboraciones con otros artistas cómo MF Doom, Ghostface Killah, Butta Verses y Flavor Flav, y es producido  por 9th Wonder, Jake One, Madliby, entre otros. Sin embargo, el sencillo principal "Shopping Bags (She Got from You)" no funcionó muy bien y marcó el límite para una aceptación comercial decepcionante.
En 2005 colaboraron en el sencillo Feel Good Inc. de Gorillaz, el cual ganó un Grammy por Mejor Colaboración Vocal de Pop, con el grupo LA Symphony y con el rapero portugués Boss AC.
Al año siguiente lanzaron dos mixtapes: "Hip-Hop Mixtape", el cual venía incluido con la revista británica Mixmag, y "The Impossible: Mission TV Series - Pt. 1", un lanzamiento de su propio sello AOI Records. Ese año además colaboraron con la marca deportiva Nike para producir dos versiones de sus zapatillas Nike Dunk bajo su división de skateboard, Nike SB.
En 2008, el grupo se unió a A Tribe Called Quest, Nas, Tech N9ne, The Pharcyde y otros en la gira anual Rock the Bells.
En 2016 con el disco "and the Anonymous Nobody", la banda logró reunir a un grupo de artistas inigualable para que participaran en su nuevo disco (además de los que participaron en la creación de sus 200 horas de improvisación). En este álbum participan Jill Scott, Snoop Dogg, Roc Marciano, Pete Rock, Estelle, Justin Hawkins, David Byrne, Usher, Little Dragon, 2 Chainz y Damon Albarn… ¡sí, Damon Albarn!
La banda siempre ha utilizado otras canciones como samplers para dar forma a sus temas. Esto con el tiempo se ha complicado debido a que los derechos de autor son cada vez más exigentes y se han visto en varios problemas legales; además de que han sido -mal señalados- como “poco originales”. Esta ocasión se hartaron de ello y es por eso que decidieron entrar a un estudio para poder crear desde raíz los samplers de este nuevo álbum, un tema que merece ser detallado más a fondo en el siguiente punto.
De La Soul grabó por tres años consecutivos un sinfín de presentaciones, improvisaciones, sesiones y ensayos con diversos músicos en Vox, uno de los estudios más reconocidos de Los Ángeles por su equipo análogo. De La Soul logró reunir cerca de 200 horas de música al azar, sesiones en las que sonaron todo tipo de instrumentos, desde un banjo hasta un contrabajo, esto se podría traducir a un alrededor de 250 a 300 discos de vinyl. Si esto suena mucho para ustedes, hay que tener en cuenta que después de reunir y grabar todas estas sesiones se dedicaron a formar los samplers que darían vida a su nuevo disco.
El 12 de febrero de 2023, David Jolicoeur falleció a los 54 años.

## Discografía

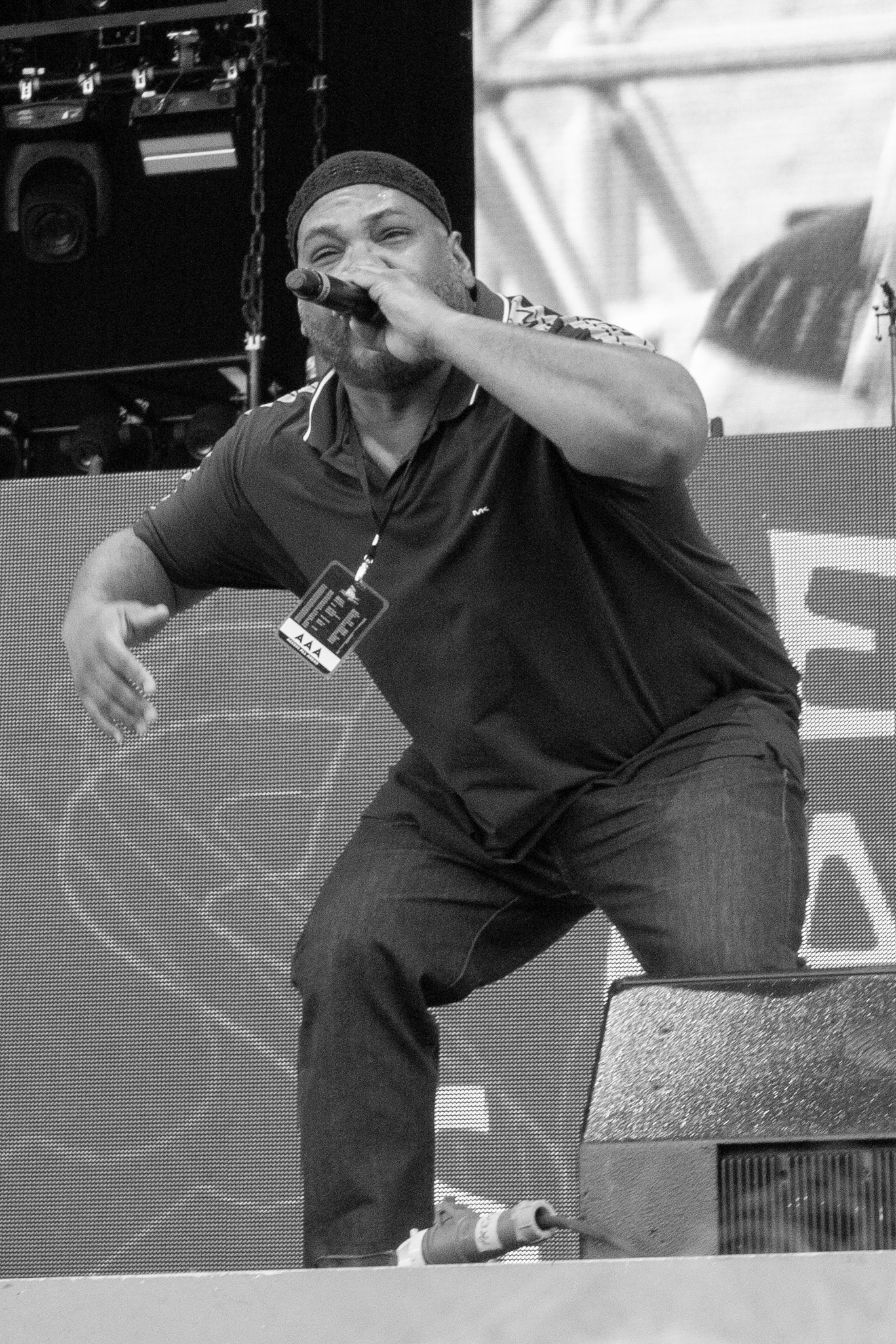
Vincent Mason, Gods-of-Rap-Tour 2019 in Berlin

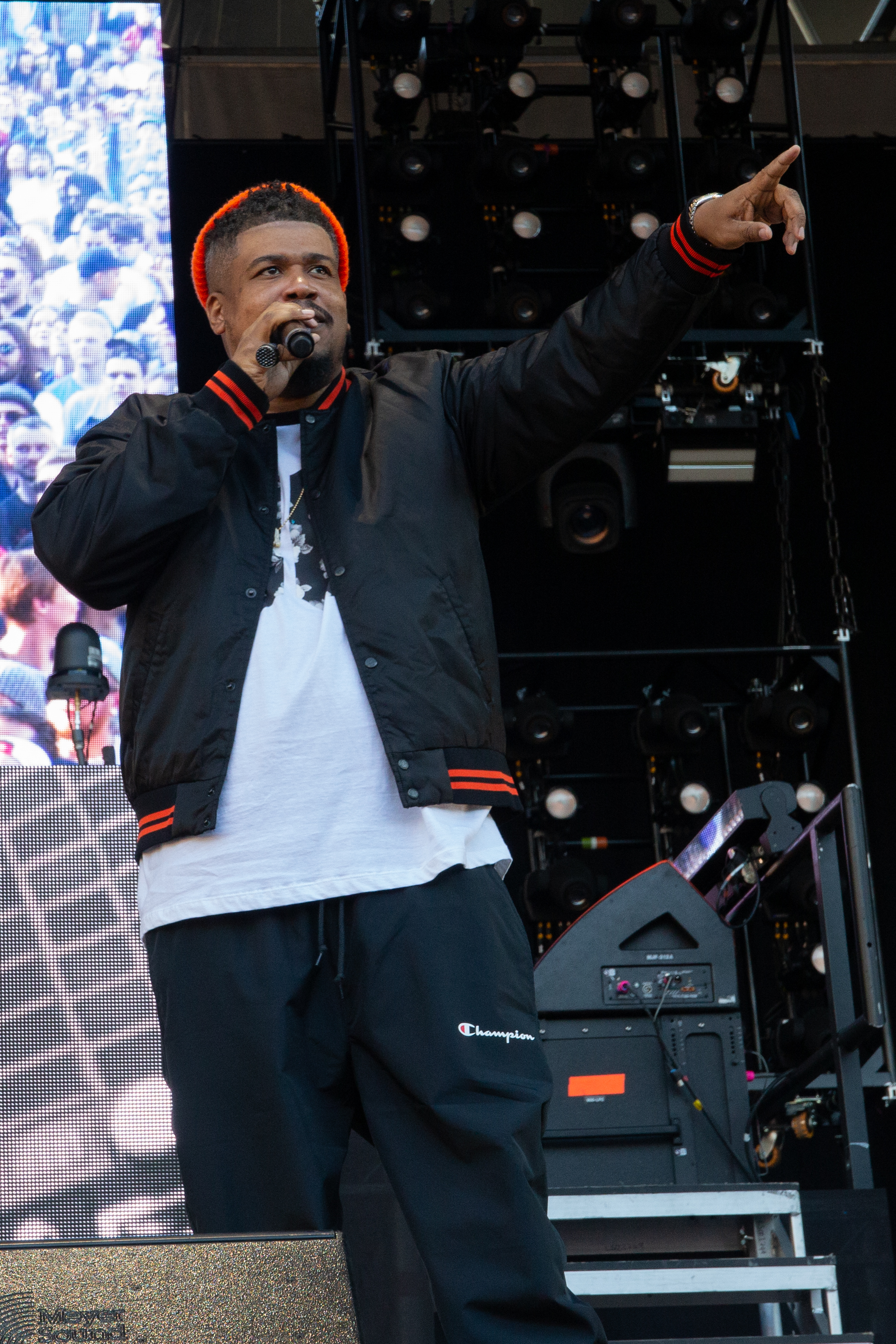
David Jude Jolicoeur, 2019

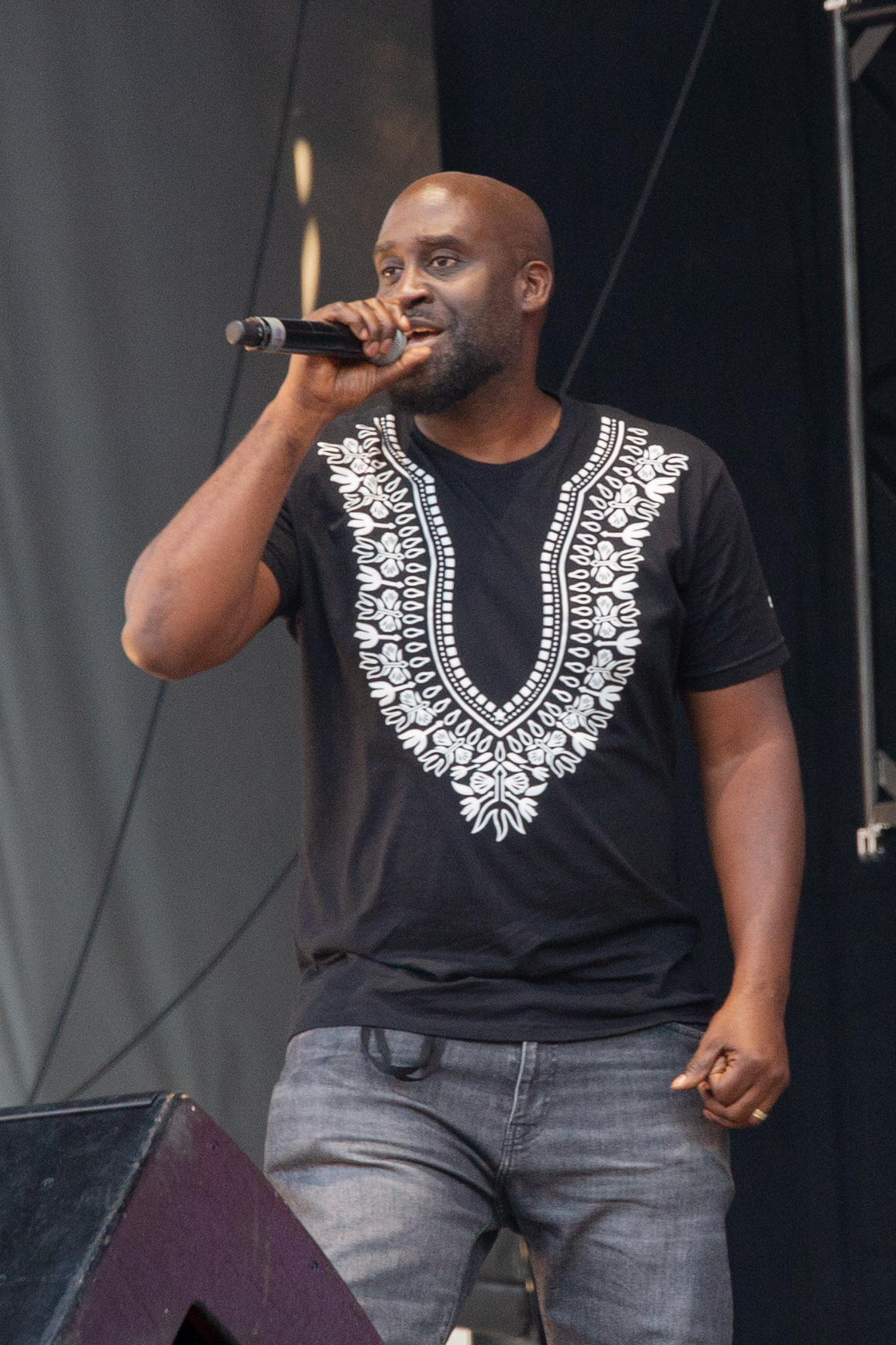
Kelvin Mercer, 2019

### Álbumes de estudio
- 3 Feet High and Rising, 1989
- De La Soul Is Dead, 1991
- Buhloone Mindstate, 1993
- Stakes Is High, 1996
- Art Official Intelligence: Mosaic Thump, 2000
- AOI: Bionix, 2001
- The Grind Date, 2004
- and the Anonymous Nobody, 2016

### Álbumes en vivo y recopilatorios
- De La Remix, 1992 (Mega Records)
- Timeless: The Singles Collection, 2003
- The Best of De La Soul, 2003 (Tommy Boy/Warner)
- De La Mix Tape: Remixes, Rarities and Classics, 2004 (Rhino Records)
- Live at Tramps, NYC, 1996, 2004 (Rhino Records)
- The Impossible: Mission TV Series – Pt. 1, 2006 (AOI Records)

### Mixtapes y EP promocionales
- Clear Lake Audiotorium (1994) (Tommy Boy/Warner)
- Days Off (2004)
- Hip-Hop Mixtape, 2006
- Are You In?: Nike+ Original Run, 2009 (Nike, Inc.)
- Smell the Da.I.S.Y., 2014
- For Your Pain & Suffering (2016)